# Clausthaler Umwelttechnik Forschungszentrum
Das Clausthaler Umwelttechnik Forschungszentrum (CUTEC) ist eine Forschungseinrichtung der TU Clausthal.
Sie wurde von der Gründung 1990 bis 2017 unter der Bezeichnung Clausthaler Umwelttechnik-Institut (CUTEC) in Form einer GmbH als eine eigenständige Einrichtung des Landes Niedersachsen betrieben, wurde dann aber in die Technische Universität Clausthal überführt. Diesem Schritt vorausgegangen war die Evaluation der Energieforschung an CUTEC und TU Clausthal, in der vielversprechende Kooperationsbeziehungen insbesondere im Bereich Rohstoffe und Recycling konstatiert wurden. Die TU Clausthal trat in die Rechtsnachfolge der GmbH ein. Das CUTEC - Clausthaler Umwelttechnik Forschungszentrum soll auch weiterhin den Transformationsprozess Deutschlands hin zu einer nachhaltigen Industriegesellschaft aktiv unterstützen.

## Geschichte
Das CUTEC-Institut wurde durch den Abschluss des Gesellschaftervertrags am 28. März 1990 gegründet und befand sich in alleiniger Trägerschaft durch das Land Niedersachsen. Seine Wurzeln hatte das Institut in der TU Clausthal.
Fünf Jahre nach der Gründung konnten die Mitarbeiter den Neubau auf dem Campus der TU am Ende der Leibnizstraße beziehen. Treibende Kräfte auf dem Weg zur Gründung waren der damalige Landtagsabgeordnete Werner Grübmeyer und der erste Geschäftsführer des Instituts Kurt Leschonski, der die Geschicke des Hauses bis ins Jahr 2000 maßgeblich bestimmt hat.
Nach anfänglich erfolgreichen Jahren schrieb das CUTEC-Institut ab 2013 durchgängig rote Zahlen und schloss das Jahr 2015 mit einem Minus von mehr als 920.000 Euro ab. Als Ursache hierfür wird im politischen Raum eine falsche Ausrichtung durch den 2013 eingesetzten Geschäftsführer gesehen. Das Institut galt als „Absoluter Sanierungsfall“. Allerdings hat das Institut auch in den früheren Jahren 2010 und 2011 aufgrund wirtschaftlicher Probleme bereits Liquiditätshilfen des Landes Niedersachsen in Anspruch nehmen müssen und bereits 2011 einen Verlust von mehr als 641.000 Euro geschrieben.

## Forschungsrichtungen
Durch das Zusammenwirken unterschiedlicher verfahrenstechnischer Disziplinen in einem Haus gelingt es, selbst komplexe Prozesse oder Prozessketten unter energie- und umwelttechnischen Aspekten zu analysieren, zu verändern und schließlich zu optimieren. Im Einzelnen werden Vorhaben als geförderte Projekte oder im Rahmen von Aufträgen, innovative Dienst- und Beratungsleistungen oder Gutachten übernommen.
Die Forschungsgebiete des CUTEC-Forschungszentrums reichen dabei von der Kreislauf- und Abfallwirtschaft über die Mobilitätswirtschaft bis zur Energiesystemanalyse und Versorgungswirtschaft. Darüber hinaus führt das Zentrum Tagungen, Seminare und Workshops – auch im internationalen Rahmen – durch.

## Geschäftsführer und Vorstand
- 1990 bis 2000: Kurt Leschonski
- 2000 bis 2012: Otto Carlowitz
- 2013 bis 2017: Martin Faulstich
- April–Juli 2017 Martin Eberhard (Interim)
- seit August 2017 Forschungszentrum der TU Clausthal mit einem Vorstand bestehend aus drei Professoren der TU Clausthal. Gewählter Vorstandssprecher war Daniel Goldmann.
- Ab Juni 2022 war Michael Fischlschweiger.[5] Weitere Vorstandsmitglieder waren Andreas Rausch, Christine Minke, Ursula E. A. Fittschen und Thomas Turek.[6]

## Auszeichnungen
Im Jahr 2012 wurde das am CUTEC und der TU Clausthal entwickelte Verfahren zur Entzinkung von Stahlblechschrotten mit dem Deutschen Rohstoffeffizienzpreis in der Gruppe der Forschungseinrichtungen ausgezeichnet.
Das vom CUTEC koordinierte Forschungsvorhaben „Die bio-elektrochemische Brennstoffzelle als Baustein einer energieerzeugenden Abwasserbehandlungsanlage“ im Rahmen der BMBF-Fördermaßnahme „Zukunftsfähige Technologien und Konzepte für eine energieeffiziente und ressourcenschonende Wasserwirtschaft (ERWAS)“ gewann Ende 2017 den 6. Deutschen Nachhaltigkeitspreis in der Kategorie Forschung.